# هاري ألجر
هاري ألجر هو سياسي كندي، ولد في 8 أبريل 1924 في Prelate, Saskatchewan ‏ في كندا، وتوفي في 27 يناير 2010 في كالغاري في كندا. نشط حزبياً في الرابطة التقدمية المحافظة في ألبرتا ‏. وقد انتخب عضو الجمعية التشريعية في ألبرتا ‏.